# Arheje
Arhêje (znanstveno ime Archaea), tudi arhe(o)bakterije, so velika skupina prokariontov, ki, tako kot bakterije, nimajo jedra in ostalih organelov. V sistem živih bitij jih težko uvrstimo, saj so po nekaterih značilnostih podobne bakterijam, po drugih pa evkariontom. Arheje so pod imenom Archebacteria prvotno prištevali k bakterijam, vendar so raziskave v zadnjih desetletjih pokazale, da so arheje posebna skupina organizmov, ki se razlikujejo tako od bakterij kot od evkariontov.
Po obliki in velikosti so v splošnem podobne bakterijam. Navkljub temu so po nekaterih presnovnih poteh ter izražanju genov bolj podobne evkariontom. Kemična sestava arhej je v mnogih pogledih posebna, saj so na primer v fosfolipidih prisotne etrske vezi, medtem ko so pri ostalih organizmih prisotni fosfolipidi z estrsko vezjo. Presnova arhej je zelo raznolika, kot vir energije izrabljajo anorganske in organske snovi ter sončno svetlobo; fotosintetske arheje do sedaj sicer niso bile odkrite. Razmnožujejo se nespolno.
Prve odkrite arheje so bili ekstremofili, ki bivajo v okoljih s skrajnimi razmerami, kot so termalni vrelci in slana jezera, vendar je pozneje postalo jasno, da večina arhej biva v okoljih z zmernimi razmerami, kot so oceani, prst, močvirja in celo prebavni trakt nekaterih živali, vključno s človekom. V ekosistemih imajo pomembno vlogo, med drugim zaradi kroženja ogljika in dušika. Metanogene arheje, ki bivajo tudi v prebavnem traktu prežvekovalcev, kot je domače govedo, so glavni vir atmosferskega metana.
Metanogene arheje so pomembne pri razgrajevanju organskih snovi v čistilnih napravah, metan kot glavno sestavino bioplina pa med drugim uporabljamo za proizvodnjo energije. Odporni encimi, izolirani iz ekstremofilnih arhej, so pomembno prispevali k razvoju živilske industrije ter metode verižne reakcije s polimerazo (PCR).

## Zgodovinataksonomijearhej
Večino 20. stoletja se je prokarionte obravnavalo kot eno skupino, organizme v njej pa se je razvrščalo glede na biokemične značilnosti (npr. sestavo celične stene), morfologijo in presnovne značilnosti. Leta 1965 sta Linus Pauling in Emile Zuckerland predlagala nov način razvrščanja glede na zaporedja (sekvence) nukleotidov, ki kažejo sorodstvene odnose med organizmi. Omenjena metoda, znana kot filogenetika, je dandanes glavni način razvrščanja organizmov.
Arheje sta leta 1977 opredelila Carl Woese in George Fox na osnovi ribosomske RNA (rRNA), ki se v mnogih značilnostih razlikuje od bakterijske rRNA. Skupini prokariontov sta bili prvotno imenovani »arhebakterije« (Archaebacteria) ter »evbakterije« (Eubacteria) in so ju obravnavali kot ločeni kraljestvi ali podkraljestvi. Woese je na osnovi svojih rezultatov postavil domnevo, da so razlike med eno in drugo skupino veliko večje, kot se je domnevalo, in s tem ovrgel ustaljeno mnenje, da so si bakterije podobne. Da bi še bolj poudaril razlike, je živa bitja razvrstil v tri skupine oz. domene: arheje (Archaea), bakterije (Bacteria) in evkarionte (Eukarya).
Izraz arheje izhaja iz starogrške besede starogrško ἀρχαῖα: árhaia, kar pomeni starodavne stvari. Prvi predstavniki arhej so bili metanogeni, njihova presnova pa verjetno odseva prvotne razmere v Zemljinem ozračju. Razmeroma dolgo je veljalo, da so arheje organizmi, ki bivajo samo v okolju s skrajnimi razmerami, kot so termalni vrelci in slana jezera. Konec 20. stoletja so odkrili tudi arheje, ki bivajo v zmernih razmerah. Sedaj je jasno, da so arheje velika in raznolika skupina organizmov, ki so prisotni v vseh življenjskih okoljih oz. habitatih. Napredek v raziskavah je omogočila metoda verižne reakcije s polimerazo, s katero se lahko določi zaporedja nukleotidov iz različnih vzorcev.

### Sodobna klasifikacija
Klasifikacija arhej ter v splošnem tudi prokariontov je naglo razvijajoče se področje. Klasifikacija temelji na uporabi sekvenc genov, ki kodirajo ribosomsko RNA, za ugotavljanje sorodstvenih odnosov. Večina dobro raziskanih arhej, ki se jih lahko kultivira na gojiščih, spada v debli pravih arhej (Euryarchaeota) in krenarhej (Crenarchaeota). Ostala debla so le okvirno dorečena. Arheja Nanoarchaeum equitans denimo spada v samostojno deblo nanoarhej (Nanoarchaeota). Termofilne arheje iz predlaganega debla Korachaeota imajo značilnosti obeh glavnih debel. Med arheje, odkrite v sodobnem času, spada tudi ARMAN (Archaeal Richmond Mine acidophilic nanoorganisms), ki biva v kislih odpadnih vodah iz rudnikov in s premerom manj kot 500 nm spada med najmanjše organizme na Zemlji.
Klasifikacija arhej v vrste je prav tako sporno področje. Arheje se namreč razmnožujejo izključno nespolno, tako da kriterij za uvrstitev, po katerem se osebki, ki spadajo v določeno vrsto, množijo samo med seboj, ne velja. Lateralni oz. horizontalni prenos genov je namreč izrazit med mnogimi nesorodnimi skupinami arhej. Nekateri taksonomi so sicer predlagali, da bi se določene arheje (kot so arheje iz rodu Ferroplasma) lahko uvrstilo v vrstam podobne skupine zaradi podobnega genoma in manj izraženega lateralnega prenosa genov. Takšno razvrščanje je vprašljivo zaradi drugih arhej, kot so tiste iz rodu Halorubrum z močno izraženim lateralnim prenosom.
Sedanje znanje o genetski raznolikosti arhej je tako še vedno dokaj omejeno. Ocenjujejo, da se celokupno število vseh debel arhej giblje med 18 in 23, med katerimi je le 8 debel, katerih pripadniki so bili natančneje raziskani. Mnogo debel je le hipotetičnih, saj njihov obstoj sloni le na analizi ene sekvence gena, ki kodira določeno ribosomsko RNA.

## Evolucija
Fosilni ostanki kažejo na to, da so se prvi organizmi pojavili pred vsaj 3,5 milijardami let. Mednje spadajo ostanki grafita iz zahodnega dela Grenlandije, ki naj bi bil biogenega izvora in ga datirajo okoli 3,7 milijarde let v preteklost, ter fosili mikrobov, odkritih v Zahodni Avstraliji, ki jih datirajo 3,48 milijarde let v preteklost.
Večina prokariontov v splošnem nima specifične oblike, zaradi česar se iz fosilov ne da razbrati, ali gre za arheje ali za bakterije. Uporabnejši so fosili, iz katerih se lahko določi kemično sestavo, saj arheje gradijo določene spojine, ki se pri drugih organizmih ne pojavljajo. Taki fosili so bili odkriti na jugozahodu Grenlandije in jih datirajo okoli 3,8 milijarde let v preteklost. Arheje naj bi bile tako najstarejša skupina organizmov na Zemlji.
Woese je predlagal teorijo, po kateri skupni oz. univerzalni prednik vseh organizmov ni en »organizem«, iz katerega bi se razvile vse tri domene organizmov, pač pa raznolika skupina preprostih celic, pri katerih je bila organizacija dednih informacij zelo nestabilna. Iz njih naj bi se razvile naprednejše celice, ki so izoblikovale različne skupine, te pa so predstavljale prednike glavnih domen organizmov. Arheje, bakterije in evkarionti so tako verjetno potomci treh različnih skupin prednikov, ki so se izoblikovali zelo zgodaj iz skupnosti preprostih celic. S tega vidika postane uporabnost izraza prokariont omejena, saj imajo arheje z bakterijami tako malo sorodstvenih vezi, kot jih imajo z evkarionti.
Po drugi strani si arheje večino presnovnih (metabolnih) poti delijo z bakterijami, medtem ko je izražanje genov v marsičem podobno evkariontom. Po eni teoriji naj bi bil skupni prednik bakterij in arhej termofilni organizem, za katerega so nižje temperature dejansko predstavljale »skrajne razmere«, tako da so se organizmi, ki so bivali v zmernih, hladnejših razmerah, pojavili šele pozneje. Po zgradbi celice so arheje najbolj podobne grampozitivnim bakterijam, iz katerih naj bi se po eni teoriji arheje tudi razvile.

### Primerjava domen
Spodnja tabela podaja okvirno primerjavo nekaterih glavnih značilnosti med vsemi tremi domenami. Primerjave so natančneje opisane v sledečih poglavjih.
| Lastnost                | Arheje                                                        | Bakterije                                                                         | Evkarionti                                                                 |
| ----------------------- | ------------------------------------------------------------- | --------------------------------------------------------------------------------- | -------------------------------------------------------------------------- |
| Celična membrana        | lipidi z etrsko vezjo, pri nekaterih enojni fosfolipidni sloj | lipidi z estrsko vezjo                                                            | lipidi z estrsko vezjo                                                     |
| Celična stena           | glikoproteini, psevdopeptidoglikan                            | peptidoglikan                                                                     | različne spojine                                                           |
| Genom                   | krožni kromosom                                               | krožni kromosom                                                                   | številni linearni kromosomi, število in zgradba se razlikujeta med vrstami |
| Notranja zgradba celice | brez organelov in jedra                                       | brez organelov in jedra                                                           | z organeli in jedrom                                                       |
| Presnova                | raznolika, posebnost je metanogeneza                          | raznolika, med drugim fotosinteza, fermentacija ter anaerobna in aerobna presnova | fotosinteza in celično dihanje                                             |
| Razmnoževanje           | nespolno razmnoževanje                                        | nespolno razmnoževanje                                                            | spolno in nespolno razmnoževanje                                           |

## Morfologija
Velikost arhej se giblje med 0,1 in 15 μm. So različnih oblik, najpogosteje kot krogle, paličice, spirale ali ploščice. Ostale nepravilne oblike nastopajo predvsem pri krenarhejah (Crenarchaeota), npr. nepravilne okrogle oblike pri rodu Sulfolobus ter tanki in kratki izrastki (filamenti) na površini pri rodu Thermofilum, tiste iz rodov Pyrobaculum in Thermoproteus pa so oblikovane kot podolgovate tristrane prizme. Haloquadratum walsbyi, ki prebiva v slanem okolju, ima sploščeno, kvadratasto obliko. Nenavadne oblike verjetno vzdržujeta tako celična stena kot prokariontski citoskelet. Arheje iz rodov Thermoplasma in Ferroplasma nimajo celične stene, kar pomeni, da imajo nepravilno obliko, ki spominja na amebe.
Nekatere vrste lahko tvorijo skupke (agregate) ali nitaste strukture, dolge tudi do 200 μm, in so pogosto pomemben del biofilmov. Primer tega so arheje iz rodu Pyrodictium, ki tvorijo grmičaste skupke preko votlih izrastkov, s katerimi so med seboj povezane. Vloga teh kanalov ni jasna, verjetno služijo izmenjavi hranil ali komunikaciji. Posamezno kolonijo lahko tvori več vrst, kot recimo pripadniki debla pravih arhej (Euryarchaeota).

## Zgradba, kemična sestava in organizacija
V splošnem imajo arheje in bakterije podobno celično zgradbo, vendar različno sestavo in organizacijo. Tako kot bakterije tudi arheje nimajo notranjih membran in organelov, poleg tega so celične membrane pogosto obdane s celično steno, premikajo pa se s pomočjo enega ali več bičkov (flagelov). Po zgradbi so najbolj podobne grampozitivnim bakterijam, ki imajo celično membrano (plazmalemo) in celično steno, vmes pa se nahaja tanjši znotrajstenski prostor (IWZ). Izjema so le arheje iz rodu Ignococcus, ki imajo veliki periplazmatski prostor, v katerem se nahajajo na membrano vezani vezikli, obdajata pa ga zunanja in notranja membrana, s čimer so podobne gramnegativnim bakterijam.

### Celična membrana
Membrane arhej so sestavljene iz molekul, ki se močno razlikujejo od tistih pri bakterijah in evkariontih. Celične membrane vseh organizmov so sestavljene iz fosfolipidov, ki so bipolarni. Polaren del (fosfatna glava) je topen v vodi, nepolaren del (lipidni rep) pa ni topen. Oba dela povezuje glicerolni ostanek. Celične membrane gradita dve plasti fosfolipidov, pri čemer so polarni deli obrnjeni navzven, nepolarni pa proti notranjosti; celični membrani tako pravimo tudi fosfolipidni dvosloj.
Fosfolipidi arhej se od fosfolipidov bakterij in evkariontov razlikujejo po štirih glavnih značilnostih:
- Pri bakterijah in evkariontih lipide in glicerolni ostanek povezuje estrska vez, medtem ko jih pri arhejah etrska vez.[6] Etrske vezi so močnejše od estrskih, kar je verjetno eden od razlogov, da arheje lahko bivajo v okoljih z visokimi temperaturami ter v kislem ali bazičnem okolju.[57]
- Stereokemija glicerolnega ostanka pri arhejah se razlikuje od drugih organizmov, saj je ta molekula levosučna, kar pomeni, da encimi, ki so prilagojeni za kataliziranje reakcij desnosučnih molekul, ne morejo katalizirati reakcij levosučnih molekul. To nakazuje, da so encimi arhej, ki tvorijo fosfolipide, popolnoma drugačni od drugih organizmov, tako da so se arheje verjetno zelo zgodaj ločile od drugih organizmov tekom evolucije.[56]
- Lipidni repi arhej so zgrajeni iz izoprenskih enot z mnogimi stranskimi vejami, pri nekaterih vrstah so prisotni tudi ciklopropanski ali cikloheksanski obroči.[58] Pri drugih organizmih so lipidni repi enostavnejši, brez stranskih vej ali obročev. Razvejane verige verjetno ščitijo arheje pred visokimi temperaturami.[59]
- Pri nekaterih arhejah so membrane sestavljene iz enega fosfolipidnega sloja, ker so lipidni repi povezani med sabo; take povezave, kot npr. pri arhejah iz rodu Ferroplasma, ki živijo v močno zakisanem okolju, so verjetno prav tako prilagoditev za preživetje v ekstremnih razmerah.[60]

### Celična stena in bički
Večina arhej (z izjemo Thermoplasma in Ferroplasma) ima celično steno. Ta je navadno sestavljena iz glikoproteinov in ne iz peptidoglikana, kot pri bakterijah. Celična stena daje fizično zaščito in preprečuje zunanjim molekulam dostop do celične membrane. Pri nekaterih metanobakterijah je stena sestavljena iz psevdopeptidoglikana, ki se od peptidoglikana razlikuje po tem, da ga ne gradijo desnosučne aminokisline in N-acetilmuraminska kislina.
Bički arhej delujejo podobno kot pri bakterijah, tj. na podoben princip kot ladijski vijak, energijo za vrtenje pa daje gradient protonov preko membrane. Za razliko od bakterij, katerih bički rastejo z dodajanjem podenot na konicah, pri arhejah rastejo z dodajanjem podenot na bazi bička. Poleg tega so se bički arhej verjetno razvili iz drugih organelov, natančneje iz pilusov.

## Presnova
| Prehranski tip | Vir ogljika                          | Vir energije     | Primeri arhej                           |
| -------------- | ------------------------------------ | ---------------- | --------------------------------------- |
| litotrof       | organske snovi ali fiksacija ogljika | anorganske snovi | Ferroglobus, Methanobacteria Pyrolobus  |
| organotrof     | organske snovi ali fiksacija ogljika | organske snovi   | Pyrococcus Sulfolobus Methanosarcinales |
| fototrof       | organske snovi                       | sončna svetloba  | Halobacteria                            |

Arheje so glede pridobivanja energije in hranil zelo raznolike. V splošnem lahko vse organizme razdelimo na avtotrofe, pri katerih je edini vir ogljika za proizvajanje hranilnih snovi le ogljikov dioksid (CO2), ter na heterotrofe, ki morajo ogljik pridobiti preko prehranjevanja z drugimi organizmi ali s privzemanjem hranilnih snovi iz okolja. Obe skupini lahko naprej delimo na fototrofe, ki izrabljajo energijo sončne svetlobe, ter na kemotrofe, ki pridobivajo energijo z oksidacijo anorganskih (litotrofi) ali organskih snovi (organotrofi).
Kot vsi avtotrofi tudi avtotrofne arheje pretvarjajo CO2 v kompleksne organske spojine, kar imenujemo fiksacija ogljika. Med presnovnimi (metabolnimi) potmi sta pri arhejah bistvena prilagojen Calvinov cikel ter 3-hidroksipropionat/4-hidroksibutiratni cikel. Pri krenarhejah poteka tudi obratni (reverzni) Krebsov cikel, pri pravih arhejah pa reduktivna acetil-CoA pot (tudi Wood–Ljungdahlova pot).
Veliko avtotrofnih arhej pridobiva energijo z oksidacijo anorganskih snovi, kot so amonijak (npr. Nitrosopumilales) ter elementalno žveplo in vodikov sulfid (H2S; npr. Sulfolobus). Gre torej za redoks reakcije, pri katerih se elektroni prenašajo od ene snovi, ki jih oddaja (reducent), do druge snovi, ki jih sprejema (oksidant); oksidanti so najpogosteje kisik ali kovinski ioni. Pri prenosu elektronov se sprošča energija, ki se porabi za sintezo adenozin trifosfata (ATP), glavne energijske valute v celici; v osnovi je proces podoben kemiosmotski sklopitvi, ki poteka v mitohondrijih evkariontskih celic. Posebna skupina so metanogene arheje iz debla pravih arhej, ki bivajo v anaerobnih pogojih (tj. v okolju brez kisika), kot so močvirja. Pri reakcijah se CO2 reducira v metan (CH4), iz vodika pa z oksidacijo nastane voda. Po nekaterih teorijah naj bi bili metanogeni prvi prosto živeči organizmi na svetu.
Pri metanogenih arhejah so alternativni prejemniki elektronov (oksidanti) tudi organske spojine, kot so alkoholi, ocetna kislina ter mravljična kislina. Take reakcije pogosto potekajo pri arhejah, ki prebivajo v prebavnem traktu živali. Primer tega so arheje iz reda Methanosarcinales, ki razcepijo ocetno kislino na metan in CO2 ter so pomemben del mikrobne favne, ki proizvaja bioplin.
Fotoheterotrofne arheje, kot so halobakterije, pretvarjajo sončno energijo v kemično, ki je prav tako v obliki ATP; proces je znan kot fotofosforilacija. Protonske črpalke, kot sta bakteriorodopsin in halorodopsin, ustvarjajo gradient protonov (H+) preko celične membrane, ki je bistven za tvorbo ATP. Pogon črpalk omogočajo spremembe v strukturi retinola, ki nastanejo pod vplivom svetlobe.
Fotoavtotrofne arheje, pri katerih bi potekala fotosinteza, do sedaj niso bile odkrite.

## Genetika
Podobno kot bakterije imajo tudi arheje običajno en krožni kromosom. Med arhejami ima največji kromosom Methanosarcina acetivorans s skoraj 6 milijoni baznih parov, najmanjšega pa Nanoarchaeum equitans s slabim pol milijona baznih barov. Prav tako se v arhejah nahajajo samostojni, zunajkromosomski delčki nukleinskih kislin v obliki obročkov, ki se imenujejo plazmidi. Med celicami se prenašajo preko procesa, ki je podoben bakterijski konjugaciji.
Arheje se v genetskem smislu zelo razlikujejo od bakterij in evkariontov, saj do 15 % vseh genov nosi zapis oz. kodira beljakovine, ki so lastne samo arhejam. Vloga večine teh beljakovin je zaenkrat še neznana, od znanih pa jih večina pripada metanogenim bakterijam iz debla pravih arhej, ki služijo metanogenezi. Poleg tega je pri arhejah drugačna tudi organizacija genov s sorodnimi funkcijami v operonih (kot so recimo geni, ki kodirajo encime, udeležene v določeni presnovni poti) ter zgradba aminoacil-tRNA-sintetaz in genov, ki kodirajo prenašalne RNA (tRNA). Arheje si sicer z ostalimi organizmi delijo predvsem nekatere beljakovine, ki služijo presnovi nukleotidov, genskemu prepisovanju (transkripciji) in prevajanju (translaciji).
Gensko prepisovanje in prevajanje pri arhejah je bolj podobno tistemu, ki poteka pri evkariontih, kot pa pri bakterijah, kar velja predvsem za polimerazo RNA in ribosome. Arheje imajo samo en tip polimeraze RNA, ki je po zgradbi in funkciji podobna polimerazi RNA II evkariontov. Prepisovalni (transkripcijski) dejavniki, ki usmerjajo polimerazo RNA na promotor, so podobni evkariontskim različicam, medtem ko so ostali prepisovalni dejavniki bolj podobni bakterijskim različicam. Posttranskripcijske modifikacije so pri arhejah enostavnejše, saj je večina genov brez intronov, kar ne velja predvsem za gene, ki kodirajo prenašalno in ribosomsko RNA (rRNA).
Nekateri dvojnovijačni DNA-virusi, za katere so značilne nenavadne oblike (npr. oblike kapljic, kavljev ali steklenic), lahko okužijo arheje. Primeri takih virusov so virusi iz družin Fuselloviridae, Lipothrixviridae in Rudiviridae, ki okužijo termofilne arheje iz redov Sulfolobales in Thermoproteales. Znani so tudi enovijačni DNA-virusi iz družin Pleolipoviridae in Spiraviridae, ki okužijo halofilne in hipertermofilne arheje, v tem vrstnem redu.

### Izmenjava in popravljanje poškodb nukleinskih kislin
Raziskave hipertermofilnih arhej Sulfolobus solfataricus in S. acidocaldarius so pokazale, da se omenjene arheje ob izpostavljenosti dejavnikom, ki poškodujejo nukleinske kisline (kot so UV svetoba, bleomicin in mitomicin C), združujejo v skupke oz. agregate. Domnevajo, da si celice v skupkih izmenjujejo DNA med seboj in tako popravljajo poškodbe DNA preko homologne rekombinacije. Celoten proces je verjetno podoben bakterijski transformaciji. Drugi stresni dejavniki, kot so spremembe temperature ali pH, ne sprožijo združevanje celic, kar nakazuje na to, da se proces sproži samo ob poškodbah DNA.

## Razmnoževanje
Arheje se razmnožujejo nespolno s cepitvijo (fisijo), fragmentacijo ali brstenjem. Pri cepitvi se organizem razcepi na dva ali več enakih hčerinskih osebkov, pri fragmentaciji na več delov, ki se nato razvijejo v odrasle osebke, pri brstenju pa na starševskem osebku zraste (vzbrsti) hčerinski osebek, ki se nato odcepi. Pri nespolnem razmnoževanju imajo hčerinski osebki samo enega starša, zato so ti genetsko enaki staršu oz. njegovi kloni. Celični ciklus naj bi imel značilnosti tako bakterijske kot evkariontske različice. Nobena od znanih arhej ne tvori spor. Nekatere vrste haloarhej se sicer lahko preobrazijo v strukture, podobne sporam, ki na primer kljubujejo osmotskemu stresu zaradi nizke slanosti okolja, vendar te strukture niso razmnoževalne enote, pač pa le oblika, s katero kljubujejo neugodnim razmeram.

## Ekologija

### Življenjski prostor
Življenjski prostor (habitat) arhej je zelo raznolik, po nekaterih podatkih pa naj bi tvorile kar petino celotne biomase na Zemlji. Nekatere arheje bivajo v ekstremnih razmerah, saj lahko preživijo v okolju s temperaturami nad 100 °C, kot so gejzirji, hidrotermalni vrelci in naftne vrtine. Drugi pogosti habitati ekstremofilnih arhej so mrzla oz. polarna, slana, kisla ali bazična (alkalna) okolja.
Ekstremofilne arheje lahko glede na habitat razdelimo na štiri skupine, in sicer na termofile, halofile, acidofile ter alkalifile. Pri tem je treba upoštevati, da v posamezno skupino ne uvrščamo samo enega debla oz. kraljestva arhej, prav tako lahko določena skupina arhej biva v okolju z različnimi ekstremnimi pogoji, kot je vroče in kislo okolje hidrotermalnih vrelcev. Za termofile je optimalna temperatura nad 45 °C, za hipertermofile nad 80 °C. Methanopyrus kandleri se lahko razmnožuje celo pri temperaturi 122 °C, kar je obenem najvišja temperatura, ki jo lahko prenese katerikoli znani organizem.  Halofili, kot so haloarheje, bivajo v okolju, kjer je slanost večja od 20-25 %. Druge arheje lahko bivajo v zelo kislih ali bazičnih okoljih; Picrophilus torridus lahko denimo uspeva v kislem okolju s pH 0, kar je enako, kot da bi uspevala v žveplovi kislini s koncentracijo 1,2 M. Posebnost je na radioaktivno sevanje odporna prava arheja Thermococcus gammatolerans, ki lahko preživi v okolju z dozo sevanja 30 kGy in prenese akutno dozo do vsaj 5 kGy brez posledic, s čimer se lahko primerja z bakterijo Deinococcus radiodurans.
Navkljub temu je večina arhej mezofilnih, kar pomeni, da bivajo v zmernih razmerah, npr. v močvirjih, kanalizacijskih sistemih, oceanih, prsti ter prebavnem traktu živali (npr. metanogene bakterije pri prežvekovalcih, kot je domače govedo). V oceanih so pomemben del planktona (natančneje heterotrofnega pikoplanktona). Po nekateri podatkih naj bi tvorile okoli 40 % celotne mase planktonskih mikrobov. Trenutna vloga arhej v oceanskih ekosistemih je še vedno nejasna, domneva pa se, da naj bi bile med drugim pomembne za kroženje dušika v oceanu, še posebej arheje iz debla Crenarchaeota. Mnogo arhej biva tudi v sedimentih na morskem dnu.
Zaradi kljubovanja ekstremnim razmeram so arheje predmet raziskav v zvezi z možnostjo zunajzemeljskega življenja, saj so tovrstne razmere podobne tistim na tujih planetih in naravnih satelitih. Po hipotezi panspermije bi se mikrobi lahko prenašali med planeti preko nebesnih teles, kot so asteroidi.

### Vloga v kroženju snovi
Arheje so v ekosistemih med drugim pomembne zaradi kroženja ogljika, dušika in žvepla. Po drugi strani lahko človeški posegi v naravo povzročijo nenadzorovan razrast arhej, kar okrepi škodljiv učinek na okolje.
V kroženju dušika so arheje bistvene tako v reakcijah, ki odstranjujejo dušik iz okolja (npr. denitrifikacija), kot v reakcijah, ki ga uvajajo v okolje (npr. asimilacija in fiksacija dušika). Poleg tega imajo pomembno vlogo pri oksidaciji amonijaka tako v oceanih kot na kopnem, kjer proizvajajo nitrite. Slednje ostali mikrobi oksidirajo v nitrate, ki jih uporabijo rastline in drugi organizmi.
Nekatere arheje (npr. Sulfolobus) oksidirajo žveplove spojine (npr. železov sulfid, FeS2), posledično pa žveplo postane dostopno ostalim organizmom. Stranski oz. odpadni produkt pri tem procesu je žveplova kislina, zato lahko njihova rast v zapuščenih rudnikih povzroči nastanek kislin odpadnih vod, ki so zelo škodljive za okolje.
V kroženju ogljika metanogene arheje odstranjujejo vodik in so pomembni razkrojevalci v anaerobnih okoljih, kot so sedimenti, močvirja in kanalizacijski sistemi. Metanogene arheje so glavni vir atmosferskega metana, posledično pa bistveno prispevajo k emisiji toplogrednih plinov in globalnemu segrevanju.

### Razmerje z drugimi organizmi
Do sedaj so bila dobro raziskana samo koristna razmerja z ostalimi organizmi, saj je morebitna škodljiva vloga arhej pri nastanku bolezni zelo nejasna. Nekatere metanogene arheje naj bi bile sicer povezane z ustnimi boleznimi pri človeku.
Tipičen primer sožitja je mutualizem med fermentacijskimi bakterijami in praživalmi ter metanogenimi arhejami v prebavnem traktu živali, ki razgrajujejo celulozo, kot so prežvekovalci in termiti. Razgradnja velikih organskih molekul namreč poteka tako, da se polimerna spojina najprej razgradi na oligomere, kot so oligosaharidi, slednji pa nato na monomere, kot so maščobne kisline in monosaharidi (npr. glukoza). Pri tem se sproščajo stranski produkti, kot sta vodik in CO2, ki ju metanogene arheje lahko pretvorijo v kemično energijo v obliki ATP preko redoks reakcij. Od te pretvorbe imajo korist tudi fermentacijski mikrobi, saj nižji kot je delni tlak vodika, več mononomerov se lahko pretvori v acetat in vodik. Taka reakcija sprosti več energije, kot pa bi jo npr. pretvorba v etanol ali butirat ob višjem delnem tlaku vodika. Energijsko ugodno reakcijo razgradnje glukoze pri fermentacijskih mikrobih (1) ter tvorbo metana (2) se lahko zapiše kot:
{\displaystyle {\text{glukoza}}\,+\,2\;H_{2}O\longrightarrow \;{\text{2 acetata}}\,+\,2\;H^{+}\,+\,2\;CO_{2}+4H_{2},\qquad (1)}
{\displaystyle CO_{2}\,+\,4H_{2}\longrightarrow \;CH_{4}\,+\,2\;H_{2}O.\qquad (2)}
Metanogene arheje bivajo tudi kot endosimbionti v nekaterih anaerobnih praživalih, kot je Plagiopyla frontata. Sožitje ni omejeno samo na prave arheje, kot je bilo dolgo domnevano, pač pa nekatere krenarheje prav tako bivajo kot endosimbionti v spužvah (recimo arheja Cenarchaeum symbiosum v mehiški rogljači, Axinella mexicana).
Arheje so lahko tudi priskledniki (komenzali), kar pomeni, da imajo od skupnega bivanja korist, gostiteljskemu organizmu pa arheje niti ne koristijo niti ne škodujejo, čeprav bi take arheje ob sodelovanju z drugimi mikrobi lahko prispevale k prebavljanju hrane. Tak primer bi lahko bila metanogena arheja Methanobrevibacter smithii, ki je najpogostejša arheja v črevesni flori človeka in v njej predstavlja desetino vseh prokariontov. Znane so tudi arheje, ki sobivajo z drugimi organizmi, kot so korale in rastline, predvsem v prsti okoli korenin.

## Pomen v biotehnologiji in industriji
Ekstremofilne arheje, odporne na visoke temperature ter kisline in baze, so vir encimov, odpornih na tovrstne strese. Termostabilne polimeraze DNA, kot je Pfu polimeraza, izolirana iz arheje Pyrococcus furiosus, so omogočile izjemen napredek v molekularni biologiji kot bistven del verižne reakcije s polimerazo (PCR). V živilski industriji amilaze, galaktozidaze in pulunaze, izolirane iz drugih vrst rodu Pyrococcus in aktivne pri temperaturi nad 100 °C, omogočajo predelavo hrane pri visokih temperaturah, kot je proizvodnja sirotke in mleka z nizko vsebnostjo laktoze. Tovrstni encimi so stabilni tudi v organskih topilih, kar omogoča uporabo v okolju prijaznih procesih za proizvodnjo organskih spojin.
Uporaba samih arhej je v biotehnologiji manj razvita. Metanogene arheje so sicer pomemben del faze biološkega čiščenja, tj. razgrajevanja organskih snovi s pomočjo mikrobov v čistilnih napravah. Metan kot glavna sestavina bioplina, ki nastane pri tem procesu, se lahko uporabi za proizvodnjo elektrike ter ogrevanje. Acidofilne arheje so obetavne zaradi morebitnega pridobivanja kovin iz rudnin, na primer zlata, kobalta in bakra.
V zadnjih letih potekajo raziskave na področju arheocinov, antibiotikov, ki jih proizvajajo arheje, predvsem arheje iz rodov Haloarchea in Sulfolobus. Arheocini imajo namreč posebno strukturo, zaradi katere bi verjetno lahko učinkovali na poseben način, na katerega patogene bakterije ne bi bile odporne.